# Will Fetters
Will Fetters (* im 20. Jahrhundert) ist ein US-amerikanischer Drehbuchautor.

## Wirken
Fetters trat erstmals mit dem Drehbuch zu Remember Me – Lebe den Augenblick (2010) in Erscheinung. An seinem ersten Drehbuch hatte er im Alter von 22 Jahren im Jahr 2004 begonnen zu schreiben, erste Ideen gehen bis auf das Jahr 2001 zurück und stehen im Zusammenhang mit den Terroranschlägen am 11. September 2001. Fetters versteht sein Schreiben in diesem Kontext als eine Art Therapie. Weitere realisierte Drehbücher folgten, wobei Georgetown (2011) die nicht veröffentlichte Pilotfolge einer Serie ist.
Bei der Oscarverleihung 2019 war Fetters für A Star Is Born gemeinsam mit den Drehbuchautoren Eric Roth und Bradley Cooper in der Kategorie Bestes adaptiertes Drehbuch nominiert. Die drei waren für weitere Filmpreise nominiert, so für das Beste adaptierte Drehbuch bei den British Academy Film Awards 2019 und in der gleichen Kategorie bei den Satellite Awards 2018.
Fetters ist verheiratet und Vater dreier Kinder.

## Filmografie (Auswahl)
- 2010: Remember Me – Lebe den Augenblick (Remember Me)
- 2012: The Lucky One – Für immer der Deine (The Lucky One)
- 2014: The Best of Me – Mein Weg zu dir (The Best of Me)
- 2018: A Star Is Born
- 2022: Hustle